# 紅袖鳳凰螺
紅袖鳳凰螺（学名：Strombus bulla）为鳳凰螺科鳳凰螺屬下的一个种。